# Borneomyia acanthophora
Borneomyia acanthophora är en tvåvingeart som beskrevs av Brake 2004. Borneomyia acanthophora ingår i släktet Borneomyia och familjen sprickflugor. Inga underarter finns listade i Catalogue of Life.